# Твердислов, Всеволод Александрович
Все́волод Алекса́ндрович Тверди́слов (род. 7 января 1941, Москва) — советский и российский биофизик, заслуженный профессор МГУ, заведующий кафедрой биофизики физического факультета МГУ (с 1989 года). Дважды лауреат Ломоносовской премии в области науки (2001) и области образования (2009).
Научные интересы В. А. Твердислова относятся к общетеоретическим проблемам биофизики, идеям геометризации в системной биологии, проблемам симметрии в эволюционных процессах на молекулярном и макроскопическом уровнях, механизмам самоорганизации в физико-химических и биологических системах, а также к биофизической экологии, биофизике клеточных процессов, происхождению клеточных форм жизни на Земле.

## Биография
Родился в семье Александра Алексеевича Твердислова (1886—1954), инженер-генерал-директора речного флота. Отец окончил кадетский корпус, а затем Императорский институт инженеров путей сообщения в Санкт-Петербурге. C 1913 года работал инженером на строительстве Туапсинского порта, Перервинской плотины, на реконструкции Мариинской системы. В двадцатые годы XX века, предвидя сложности из-за своего дворянского происхождения, А. А. Твердислов уехал прорабом на строительство Беломорканала, который был продолжением Мариинской системы, что спасло его от ареста. В 1937 году был назначен начальником управления технического контроля по строительству канала Москва — Волга. Впоследствии был крупным руководителем в Министерстве речного флота, в том числе проектировал Волго-Донской канал. Мать — Мария Артемьевна Айрапетова (1906—1982), родилась в Гяндже. В 1907 году семья матери переехала в Екатеринодар. В 1932 приехала в Москву, работала экономистом в Народном комиссариате водного транспорта (Наркомводе) СССР.
Всеволод окончил с золотой медалью среднюю школу № 519 в Замоскворечье. В 1958 году поступил на физический факультет МГУ им. Ломоносова, а в 1961 году — на только что созданную кафедру биофизики (4-й выпуск). В 1964 году окончил физический факультет и был оставлен на факультете в должности старшего лаборанта. Затем работал младшим научным сотрудником, старшим преподавателем, доцентом, начальником курса, заместителем декана, профессором кафедры биофизики. С 1989 года заведует кафедрой биофизики физического факультета МГУ.

## Научная деятельность
В. А. Твердисловым была предложена и обоснована новая теория хиральной стратификации структурных уровней в молекулярно-биологических системах, составившая основу представлений о биологической эволюции как эволюции бифуркационной системы иерархически сопряженных асимметричных активных сред от клеточного до биосферного уровней. Сформулированная синергетическая закономерность имеет общий физический, физико-химический и биологический смысл.
Развита, экспериментально и теоретически обоснована модель, касающаяся возникновения предшественников клеток на границе океан-атмосфера. Предложена теоретическая модель фракционирования неорганических ионов и хиральных соединений на неравновесной границе раздела фаз. Развиты новые представления о хиральной безопасности биосферы.

## Общественная деятельность
Выступал в качестве ведущего в цикле научно-популярных передач «Популярная наука» на Интернет-портале Russia.ru, в цикле научно-популярных передач «Движение мысли» на канале «Просвещение», а также на канале ОТР в цикле научно-популярных передач «Великое в малом».
Действительный член РАЕН (2001).